# Boarmia pissoconata
Boarmia pissoconata là một loài bướm đêm trong họ Geometridae.